# Psychotria baltenweckii
Psychotria baltenweckii är en måreväxtart som beskrevs av Ignatz Urban. Psychotria baltenweckii ingår i släktet Psychotria och familjen måreväxter. Inga underarter finns listade i Catalogue of Life.